# Muchomůrka ryšavá
Muchomůrka ryšavá (Amanita fulva) Pers. je jedlá houba z čeledi muchomůrkovitých, hojně rozšířená po celém mírném pásmu. Roste hojně od června do listopadu, není vyhraněná na žádný speciální druh dřeviny, takže ji nalezneme jak v lesích listnatých, tak jehličnatých. Upřednostňuje bory na kyselých a písčitých půdách a horské smrčiny. Místy roste velmi hojně, s oblibou zejména pod břízami, duby, buky, smrky a borovicemi na vlhkých kyselých půdách.

## Vědecká synonyma
- Agaricus fulvus Schaeff., Fung. bavar. palat. nasc. (Ratisbonae) 4: 41 (1774)
- Amanita fulva f. alba (Courtec.) Contu, Docums Mycol. 17 (no. 65): 62 (1986)
- Amanita fulva Fr., Observ. mycol. (Havniae) 1: 2 (1815) f. fulva
- Amanita vaginata var. fulva (Fr.) Gillet, Hyménomycètes (Alençon): 51 (1874) [1878]
- Amanitopsis fulva (Fr.) W. G. Sm., (1908)
- Amanitopsis fulva f. alba Courtec., Miscell. Mycologica, Cercle de Mycologie de Mons 14: 8 (1986)
- Amanitopsis fulva (Fr.) W. G. Sm., (1908) f. fulva
- Amanitopsis vaginata var. fulva (Fr.) Sacc., Syll. fung. (Abellini) 5: 21 (1887)
- Vaginata fulva (Fr.) A. H. Sm., Mushrooms in their natural habitats: 396 (1949) [1]

## Další názvy
- katmanka plavá
- muchomůrka oranžová
- muchomůrka plavá
- muchomůrka pošvatá oranžová
- muchomůrka pošvatá plavá
- pošvatka plavá

## Vzhled

### Makroskopický
Klobouk 4–10 cm v průměru, v mládí vejčitý, pak kuželovitě zvonovitý, nakonec ploše rozložený, s vystouplým hrbolkem, okrově až tmavě červenohnědý, od okraje světlejší a skoro až do poloviny průměru klobouku rýhovaný, tenký a křehký.
Lupeny bílé až našedlé, ve stáří nažloutlé, volné, husté a křehké. Ani v mládí nejsou zakryty závojem, na rozdíl od jiných muchomůrek.
Třeň štíhlý, skoro válcovitý, k vrcholu se ztenčuje, 8–15 cm vysoký, 0,7–1,5 cm tlustý, napřed vatovitě vycpaný, ale brzy dutý, křehký, bělavý, pokrytý jemnými světle červenohnědými šupinkami. Vyrůstá z velké blanité pochvy, která je dole zcela přirostlá k třeni, nahoře je volná, roztřepená a červenavě nahnědlá.
Prsten schází.
Dužnina bílá, velmi křehká, jejím význačným znakem je, že se ve třeni zbarvuje fenolem do čokoládově hnědé barvy. Vůně nevýrazná, chuť nasládlá.

### Mikroskopický
Výtrusný prach bílý, kulovité bezbarvé výtrusy se nebarví jódem modře, velikosti 9–12 µm.

## Možné záměny
- Muchomůrka šafránová (Amanita crocea) – klobouk zpravidla sytě oranžově zbarvený, pokryt zbytky plachetky, žlutooranžový vláknitě žíhaný třeň, jedlá
- Muchomůrka pošvatá (Amanita vaginata) – třeň bez červenohnědých šupinek a červenavě nahnědlé pochvy, jedlá

## Kuchyňské využití
Jedlá houba, která se kvůli křehké dužině špatně transportuje a skladuje. Vhodná k přípravě omáček, do směsí i k nakládání do octa.

## Zajímavost
Je to mykorhizní druh (symbióza hub s kořeny vyšších rostlin).